# Windows on the World (Restaurant)

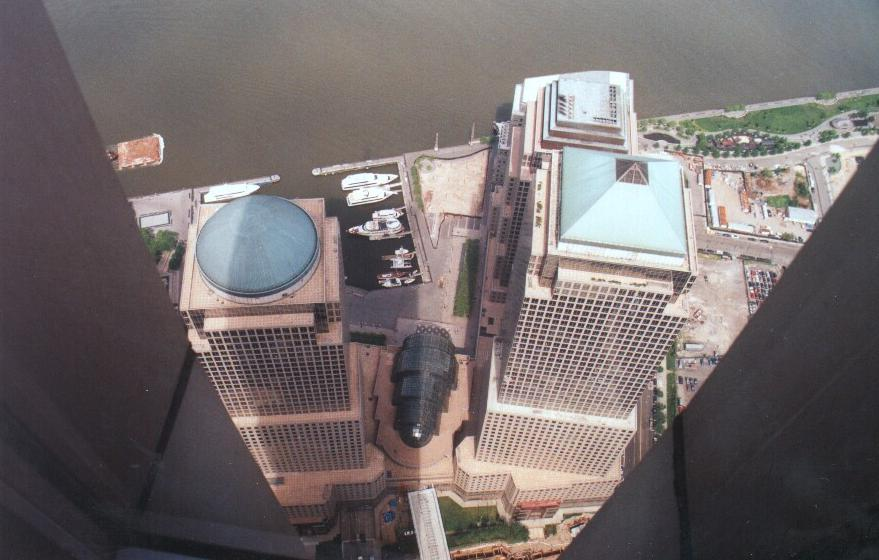
Blick vom Restaurant nach unten (Westseite)

Windows on the World war ein Turmrestaurant samt zugehöriger Bar im Nordturm des früheren World Trade Center in New York. Die Bar wurde auch mit dem Slogan The Greatest Bar on Earth beworben. Der Gastronomiebetrieb erstreckte sich über die Stockwerke 106 und 107. Während im 106. Stock Veranstaltungsräume in verschiedenen Größen vorhanden waren, fand der normale Restaurant- und Barbetrieb im 107. Stock statt. Das Restaurant war auf der Nordseite untergebracht und erlaubte dem Gast, während des Essens auf die Skyline von Manhattan hinunterzuschauen. Das Restaurant war zwar bei weitem nicht eines der teuersten in New York, aber dennoch gehoben mit entsprechenden Preisen. Für Männer bestand Jackett-Pflicht, die konsequent eingehalten wurde – auch wer reserviert hatte, aber ohne Jackett erschien, wurde an die Bar verwiesen.
Die Bar erstreckte sich entlang der Fensterfront an der Südseite des World Trade Center 1 sowie über das Eck über einen Teil der Ostseite. Die Bar richtete sich zwar eher an das gehobene Publikum, hatte allerdings durchschnittliche Preise und keinerlei „Gesichtskontrollen“ beim Einlass. Am beliebtesten war stets der Mittwoch zur Happy Hour bei freiem Eintritt.
Von der Bar aus konnte man über die raumhohen Fenster einen Ausblick über die Südspitze Manhattans, wo der Hudson- und East River zusammenfließen, genießen. Zudem hatte man einen Blick auf die Freiheitsstatue, den Liberty State Park mit Ellis Island und Staten Island mit der Verrazzano-Narrows Bridge.
Am 11. September 2001 waren bereits einige Gäste in den Räumen von Windows on the World, da dort auch morgens gerne Räume von Firmen, die im World Trade Center residierten, für Besprechungen, Präsentationen und dergleichen angemietet wurden. Niemand, der sich zum Zeitpunkt des Anschlages in diesen Räumen aufhielt, hat überlebt. Es gibt jedoch Aufzeichnungen zahlreicher Telefongespräche von dort eingeschlossenen Menschen, die ein Zeugnis der persönlichen Tragödien, die durch den Anschlag erzeugt wurden, darstellen.

## RestaurantColors
Am 12. September 2005 eröffnete das Restaurant Colors der ehemaligen Mitarbeiter des Windows on the World mit dem Ziel, neue Arbeitsplätze für die Überlebenden zu schaffen und die Angehörigen der Toten zu unterstützen. Es wurde 2017 geschlossen. Die Wiedereröffnung 2019 war nicht erfolgreich, das Restaurant stellte einen Monat später den Betrieb ein.